# Oliver Oswald
Oliver Oswald (* 5. říjen 2000) je slovenský herec. 13. dubna 2019 se zúčastnil předávání cen Anketa OTO 2018. V letech 2018 – 2022 ztvárňoval postavu Lukáše Bielika v seriálu Oteckovia.